# 室宿增三
室宿增三（飛馬座60），又名BD+26 4580，HD 218935、SAO 91080、HR 8827，是飛馬座的一颗恒星，视星等为6.17，位于銀經96.95，銀緯-30.95，其B1900.0坐标为赤經23h 6m 57.8s，赤緯+26° -30.95′ 26″。